# Inaccessible Coast
Inaccessible Coast – wybrzeże położone w północno-wschodniej części Wyspy Rossa, pomiędzy przylądkami Cape Tennyson i Cape Crozier. Zostało nazwane przez członków ekspedycji Terra Nova, ze względu na trudność w dotarciu do niego.